# Hypochilus coylei
Hypochilus coylei is een spinnensoort uit de familie Hypochilidae. De soort komt voor in de Verenigde Staten.